# Eden weint im Grab
Eden weint im Grab (Eigenschreibweise Eden Weint Im Grab oder kurz EwiG bzw. EWIG) ist eine deutsche Dark-Metal-Band, die aus dem Projekt Dark Pride Retaliation hervorging. Die Musik vereint Elemente des Gothic Metal und des Black Metal. Die Bandmitglieder bildeten in fast identischer Besetzung die naturmystische Black-Metal-inspirierten Extreme-Metal-Gruppe Aethernaeum.

## Geschichte
Die Band begann als Nebenprojekt namens Dark Pride Retaliation. 2002 wurde das Demo A Celebration in Black aufgenommen, das aufgrund von nur vier vorhandenen Spuren jedoch keine sonderlich gute Qualität hatte und daher auch schnell wieder verworfen und nie veröffentlicht wurde. Erst 2004 wurde das Projekt dann wieder aus der Versenkung geholt, diesmal unter dem Namen Eden weint im Grab.
Im selben Jahr erschien mit Traumtrophäen toter Traumtänzer das erste Album, das jedoch nicht im Handel vertrieben wurde, sondern kostenlos samt Artwork zum Download angeboten wurde – „um die breitestmögliche Publicity zu erlangen und nicht als Newcomer in der Masse an Veröffentlichungen unterzugehen“.
Es folgten zwei Beiträge der Band auf verschiedenen Samplern, bis dann 2008 eine kostenlose EP erschien, die sowohl einen Vorgeschmack auf das neue Album, als auch völlig neue Titel enthielt. Das zweite Album Trauermarsch Nach Neotopia wurde dann mit Labelunterstützung von Avasonic/Omniamedia veröffentlicht. Die poetischen, deutschen Texte kreisen erneut um das Thema Vergänglichkeit. Im Interview mit dem Magazin Legacy verrät Alexander Paul Blake: „ich sehe Leben und Tod nur als Teil einer viel größeren Wirklichkeit an und ironisiere das beschränkte Denken vieler Menschen in den Texten, indem ich dem kalten, engen und nassen Grab so viel Aufmerksamkeit schenke. Eigentlich geht es mir jedoch nur darum zu sagen, dass die Seele kein Grab kennt und ich den Tod als ein Tor zu einem neuen Bewusstseinszustand sehe“.
Begonnen hatte Eden weint im Grab als reines Studio-Projekt von Alexander Paul Blake, der die Alben im eigenen Studio auch alleine einspielte und produzierte. Nach der Veröffentlichung des zweiten Albums holte sich dieser feste Musiker ins Boot, um fortan auch Live-Auftritte spielen zu können.
Im November 2009 erschien das dritte Album Der Herbst des Einsamen, das einen deutlichen stilistischen Bruch zu den Vorgängern markierte und Elemente aus Soundtracks, Ambient und Hörspielen verarbeitete. Grundlage bilden Gedichte des österreichischen Expressionisten Georg Trakl, die von Alexander Paul Blake auf sehr düstere Weise interpretiert wurden. Dabei handelte es sich bei dieser Veröffentlichung jedoch nur um ein Intermezzo und keine endgültige Abwendung vom Metal. 2011 folgte das Konzeptalbum Geysterstunde I, das sich Themen wie Geisterscheinungen, dem Paranormalen und Übersinnlichem widmete. Im Gegensatz zu seinem Vorgänger konzentriert sich die Band darauf wieder auf metal-typische Stücke, erweitert diese jedoch durch Jahrmarktsklänge, Walzer- und Tango-Einflüsse sowie Hörspielelemente. Das Lied Tango Mortis ist ein Duett mit Jan Lubitzki, dem ehemaligen Sänger der Gruppe Depressive Age, zu Moritat des Leierkastenmanns wurde ein skurriles Video gedreht. Im Herbst 2012 veröffentlichten Eden weint im Grab das Album Nachtidyll – Ein akustisches Zwischenspiel, auf dem neun alte und zwei neue Stücke in akustischen Versionen zu finden sind, und spielten auch einige Unplugged-Shows dazu.
2014 erschien das Album Geysterstunde II – Ein jenseitiges Kuriositätenkabinett, welches wie schon der erste Teil Geschichten rund um Jenseitswelten, Spuk und Spiritismus enthält. Dazu veröffentlichte Sascha Blach das Buch Geystergeschichten mit Kurzgeschichten zu Eden-weint-im-Grab-Songs und es wurde zum zehnjährigen Jubiläum das Debütalbum Traumtrophäen toter Trauertänzer neu aufgelegt, remastert und mit Bonustracks versehen. Zum Album gab es einen Videoclip zum Song Jenseitsflugmaschine und anschließend ging die Band gemeinsam mit Nachtblut auf Tour. Im Jahr 2015 veröffentlichten Lord of the Lost auf ihrer EP Full Metal Whore eine Eden-weint-im-Grab-Version des Titelsongs unter dem Titel Gespensterhure. Dieser wurde von Alexander Paul Blake neu eingespielt sowie mit neuem deutschen Text und seinem Gesang versehen.
2017 erschien das Konzeptalbum Na(c)htodreise, dessen Songs eine Reise durch das Jenseits und die Unterwelt beschreiben, ähnlich der Göttlichen Komödie des italienischen Dichters Dante Alighieri. „Die Entstehung von Na(c)htodreise“ wurde in mehreren von der Band produzierten Teilen auf YouTube dokumentiert. Zu Na(c)htodreise wurde außerdem ein Crowdfunding-finanziertes, im Scherenschnitt-Stil gehaltenes Video zum Song In der Toten-Taverne produziert. Es folgten eine kleine Tour sowie Auftritte auf dem M’era Luna Festival und dem Wave-Gotik-Treffen.
2019 wurde Tragikomödien aus dem Mordarchiv, ein Konzeptalbum rund um das Thema Mord, veröffentlicht. Die Songs behandeln sowohl fiktive Geschichten aus eigener sowie fremder Feder, wie Edgar Allan Poes Der Doppelmord in der Rue Morgue (im Song Der Meysterdetektiv), als auch historische Fälle wie Jack the Ripper (Das Phantom von Whitechapel), William Palmer (Der Giftmischer (In der Kammer des Grauens)) und Martin Dumollard (Martin Dumollard, im Bonustrack Der Werwolf von der Bresse). Menschenfeuer thematisiert den Suizid des Anwalts und Aktivisten David Buckel (David Buckel) im Jahre 2018. Zu Letztes Morgenrot wurde ein Video veröffentlicht, welches zum ersten Mal nach der langjährigen Zusammenarbeit mit Rainer „Zipp“ Fränzen von der Band selber produziert wurde. Anfang 2020 war die Band zusammen mit Wisborg auf Tour durch Deutschland.
Im März 2023 wurde das neue Album Apokalypse Galore veröffentlicht. Zuvor erschienen schon zwei Songs aus dem Album als Musikvideo: Das selber produzierte Video GeysterGaleere und das vom Künstler theARTer/Sataninchen produzierte 3-D-animierte Video Tentakel der Angst. Im Frühjahr/Sommer 2023 war die Band auf Deutschland-Tour und spielte bis Sommer 2024 vereinzelt weitere Shows, insbesondere auf Festivals.
Nachdem einige Wochen zuvor schon die Digital-Single Monster (Die dunkle Kraft der Erde) ausgekoppelt wurde, veröffentlichte die Band am 8. November 2024 die EP Reliquiem, auf der sie von den Gastmusikern Janika Groß (Molllust, Haggard) und Christian Präauer (Krankheit) unterstützt wurde. Am gleichen Tag feierte die Band ihr 20-jähriges Jubiläum in Berlin mit einer Show, in der die ehemaligen Mitmusiker Zeus X. Machina, Luke Ace und Nimmermehr sowie Comte Caspar (Coppelius), Konstantin Michaely (Wisborg) und Sataninchen als Gäste mitwirkten.

## Diskografie

### Alben
- 2004: Traumtrophäen toter Trauertänzer (MP3; Eigenvertrieb) / Wiederveröffentlichung 2014 (CD; Winter Solitude Productions / Einheit Produktionen / Soulfood)
- 2008: Trauermarsch nach Neotopia (CD; Winter Solitude Promotion / Avasonic / Banshee Publishing / Rough Trade Arvato)
- 2009: Der Herbst des Einsamen (Eine Dekomposition der Lyrik Georg Trakls) (CD; Winter Solitude Productions / Danse Macabre / Banshee Publishing / ALIVE)
- 2011: Geysterstunde I – Ein poetisches Spektakel zu Mitternacht (CD; Winter Solitude Productions / Danse Macabre / ALIVE)
- 2012: Nachtidyll – Ein akustisches Zwischenspiel (CD; Winter Solitude Productions / Danse Macabre / ALIVE)
- 2014: Geysterstunde II – Ein jenseitiges Kuriositätenkabinett (CD; Winter Solitude Productions / Einheit Produktionen / Soulfood)
- 2017: Na(c)htodreise (CD; Winter Solitude Productions / Einheit Produktionen / Soulfood)
- 2019: Tragikomödien aus dem Mordarchiv (CD; Winter Solitude Productions / Einheit Produktionen / ALIVE)
- 2023: Apokalypse Galore (CD; Winter Solitude Productions / Einheit Produktionen / ALIVE)

### EPs
- 2008: Krieg im Wunderland (MP3; Eigenvertrieb)
- 2024: Reliquiem (CD; Winter Solitude Productions)

### Singles
- 2019: Im Labyrinth der sprechenden Bücher (7", Winter Solitude Productions / Kernkraftritter Records / hotel666 Metalclub e.V.) Limitiert auf 300 Exemplare.

### Beiträge auf Kompilationen
- 2005: Schwarzer Gräber Einsamseen auf Nachtschwärmer 8.
- 2006: Unter dem Eis auf 13th Street – The Sound of Mystery 2.
- 2011: Moritat des Leierkastenmanns (Musikvideo) auf Gothic Vision III.
- 2015: An die Nacht auf Deutschland Brennt.
- 2015: Gespensterhure auf der Full Metal Whore EP von Lord of the Lost.
- 2017: In der Toten-Taverne auf Orkus! Compilation 123.
- 2017: Der Exitus der Schlangen auf Metallian Metal Tracker Nº10.

## Musikvideos
- 2011: Moritat des Leierkastenmanns (Regie: Rainer „Zipp“ Fränzen)
- 2014: Die Jenseitsflugmaschine (Regie: Rainer „Zipp“ Fränzen)
- 2017: In der Toten-Taverne (Regie: Rainer „Zipp“ Fränzen)
- 2019: Letztes Morgenrot (Eigenproduktion)
- 2023: GeysterGaleere (Eigenproduktion)
- 2023: Tentakel der Angst (Produktion: theARTer/Sataninchen)

## Dokumentationen
- 2017: Die Entstehung von Na(c)htodreise (8 Teile auf YouTube )